# Nazionale femminile di pallavolo della Svizzera
La nazionale femminile di pallavolo della Svizzera è una squadra europea composta dalle migliori giocatrici di pallavolo della Svizzera ed è posta sotto l'egida della Federazione pallavolistica della Svizzera.

## Rosa
Segue la rosa delle giocatrici convocate per il campionato europeo 2023.
| N° | Nome             | Ruolo | Data di nascita  | Squadra             |
| -- | ---------------- | ----- | ---------------- | ------------------- |
| 4  | Alix De Micheli  | C     | 9 ottobre 2001   | Neuchâtel           |
| 5  | Chiara Petitat   | S     | 4 agosto 2000    | Neuchâtel           |
| 6  | Madlaina Matter  | C     | 19 ottobre 1996  | Sm'Aesch Pfeffingen |
| 7  | Méline Pierret   | P     | 18 gennaio 1999  | Sm'Aesch Pfeffingen |
| 8  | Samira Sulser    | C     | 22 dicembre 1995 | Neuchâtel           |
| 11 | Maja Storck      | O     | 8 ottobre 1998   | Chieri '76          |
| 14 | Laura Künzler    | S     | 25 dicembre 1996 | MTV Stoccarda       |
| 15 | Tabea Eichler    | S     | 7 agosto 2003    | Sm'Aesch Pfeffingen |
| 16 | Fabiana Mottis   | L     | 9 agosto 2003    | Neuchâtel           |
| 17 | Julie Lengweiler | S     | 6 novembre 1998  | Haris               |
| 18 | Olivia Wassner   | P     | 22 marzo 1999    | Neuchâtel           |
| 19 | Sindi Mico       | O     | 21 aprile 2004   | Volero Zurigo       |
| 21 | Mathilde Engel   | L     | 10 gennaio 2002  | Volero Zurigo       |
| 22 | Julia Künzler    | S     | 18 giugno 2003   | Kanti               |

## Risultati

### Competizioni CEV
| 1949 | non qualificata | -            |
| 1950 | non qualificata | -            |
| 1951 | non qualificata | -            |
| 1955 | non qualificata | -            |
| 1958 | non qualificata | -            |
| 1963 | non qualificata | -            |
| 1967 | 13º posto       | Convocazioni |
| 1971 | 12º posto       | Convocazioni |
| 1975 | non qualificata | -            |
| 1977 | non qualificata | -            |
| 1979 | non qualificata | -            |
| 1981 | non qualificata | -            |
| 1983 | non qualificata | -            |
| 1985 | non qualificata | -            |
| 1987 | non qualificata | -            |
| 1989 | non qualificata | -            |
| 1991 | non qualificata | -            |
| 1993 | non qualificata | -            |
| 1995 | non qualificata | -            |
| 1997 | non qualificata | -            |
| 1999 | non qualificata | -            |
| 2001 | non qualificata | -            |
| 2003 | non qualificata | -            |
| 2005 | non qualificata | -            |
| 2007 | non qualificata | -            |
| 2009 | non qualificata | -            |
| 2011 | non qualificata | -            |
| 2013 | 14º posto       | Convocazioni |
| 2015 | non qualificata | -            |
| 2017 | non qualificata | -            |
| 2019 | 19º posto       | Convocazioni |
| 2021 | 21º posto       | Convocazioni |
| 2023 | 14º posto       | Convocazioni |

| 2009 | non qualificata | -            |
| 2010 | non qualificata | -            |
| 2011 | non qualificata | -            |
| 2012 | 11º posto       | Convocazioni |
| 2013 | non qualificata | -            |
| 2014 | non qualificata | -            |
| 2015 | non qualificata | -            |
| 2016 | non qualificata | -            |
| 2017 | non qualificata | -            |
| 2018 | non qualificata | -            |
| 2019 | non qualificata | -            |
| 2021 | non qualificata | -            |
| 2022 | non qualificata | -            |
| 2023 | non qualificata | -            |
| 2024 | non qualificata | -            |
| 2025 | non qualificata | -            |

| 2018 | 5º posto        | Convocazioni |
| 2019 | non qualificata | -            |
| 2021 | non qualificata | -            |
| 2022 | non qualificata | -            |
| 2023 | non qualificata | -            |
| 2024 | non qualificata | -            |
| 2025 | 1º posto        | Convocazioni |